# Berlekrumyia africanella
Berlekrumyia africanella is een insect uit de familie van de Berothidae, die tot de orde netvleugeligen (Neuroptera) behoort. 
Berlekrumyia africanella is voor het eerst wetenschappelijk beschreven door U. Aspöck & H. Aspöck in 1988.